# 史穎喬
史穎喬（英語：Clementine Sze Wing-kiu，1996年6月2日—），香港女藝人，於2020年參加無綫電視舉辦的《衝上雲霄大選》而入行，現為無綫電視經理人合約藝員。

## 簡歷

### 早年生活
史穎喬早年就讀於梁式芝書院，因對中國文學有濃厚興趣，大學時就讀於香港樹仁大學中國語言及文學系，學士畢業後於香港中文大學修讀中國研究系碩士學程，課程內容涉及電影、文學、藝術範圍，令她對影視行業萌生興趣。

### 入行經歷
碩士畢業後史穎喬於國泰航空任職機艙服務員一年，至2020年因國泰大裁員而被裁，適逢無綫電視舉辦選秀節目《衝上雲霄大選》，自己對演藝行業又有興趣，毅然報名參選《衝上雲霄大選》，繼而入行拍電視劇。
2020年參選《衝上雲霄大選》期間，史穎喬拍宣傳片時透露從事空姐期間常被同事指外貌像梁詠琪，因而自稱為「翻版梁詠琪」。
比賽完結後，史穎喬於2021年1月加入無綫電視正式成爲經理人合約藝員，亦是《衝上雲霄大選》唯一一位加入無綫電視的女參賽者。同年加入《愛·回家之開心速遞》劇組，飾演女明星「Michelle」一角。其後先後參演《十八年後的終極告白2.0》、《白色強人II》等劇。
2023年2月，史穎喬於無綫電視劇集《新四十二章》飾演「夏竹姬」一角掀起網民熱議。

## 演出作品

### 電視劇
| 首播     | 劇名                  | 角色                     |
| 無綫電視 |                       |                          |
| 2021年   | 愛·回家之開心速遞     | Michelle（第1、267集起） |
| 2022年   | 十八年後的終極告白2.0 | 畫廊接待員               |
| 2022年   | 白色強人II            | MV女主角（第15集）       |
| 2023年   | 新四十二章            | 夏竹姬                   |
| 2023年   | 隱形戰隊              | 友人（第4集）            |
| 2023年   | 寵愛Pet Pet           | 何雲菲                   |
| 2023年   | 你好，我的大夫        | 穎                       |
| 2023年   | 羅密歐與祝英台        | Daisy                    |
| 2024年   | 再見·枕邊人           | 魯佩珈                   |
| 2024年   | 飛常日誌              | 吳凱彤                   |
| 2025年   | 痞子無間道            | 燕尼瑪                   |
| 2025年   | 奪命提示              | 李冰雪                   |
| 2025年   | 虛擬情人              | 女子（第4集）            |
| 2025年   | 刑偵12                | 白領（第8集）            |
| 未播映   | 非常檢控觀            |                          |
| 未播映   | 死有對証              | 海琳                     |

### 綜藝節目
| 首播     | 節目名                 | 備註   |
| 無綫電視 |                        |        |
| 2020年   | 衝上雲霄大選           | 參賽者 |
| 2020年   | big big shop新春感謝祭 |        |

## 外部連結
- 史穎喬的Instagram帳戶